# Casa de raport de pe str. Sfatul Țării, 34 (Chișinău)
Casa de raport de pe str. Sfatul Țării, 34 este o clădire amplasată pe str. Sfatul Țării, 34 în Chișinău, Republica Moldova. Este un monument arhitectural de importanță națională inclus în Registrul monumentelor Republicii Moldova ocrotite de stat cu nr. 95 (municipiul Chișinău). Datează de la sf. sec. XIX.